# Prime Cuts
Prime Cuts is een verzamelalbum van Jordan Rudess met zowel solowerk als werk dat hij met andere artiesten heeft gemaakt. Ook staan er 2 nieuwe nummers op het album die hij met Kip Winger heeft opgenomen.

## Nummers
1. Universal Mind - 7:50 (Liquid Tension Experiment)
2. Tear Before The Rain - 6:33 (Jordan Rudess (onuitgebrachte mix))
3. Revolutionary Etude - 2:37 (Frédéric Chopin)
4. Osmosis - 4:21 (Vapourspace Remix van Liquid Tension Experiment)
5. Faceless Pastiche - 4:27 (Rod Morgenstein en Jordan Rudess)
6. Outcast - 4:22 (Jordan Rudess)
7. Liquid Dreams - 10:48 (Liquid Tension Experiment)
8. Hoedown - 3:46 (Verschillende artiesten, ELP Tribute)
9. Beyond Tomorrow - 9:54 (Jordan Rudess (onuitgebrachte mix))
10. Feed the Wheel - 7:14 (Jordan Rudess)